# Maximus (Fallout)
Maximus è un personaggio immaginario protagonista secondario della serie televisiva Fallout di Geneva Robertson-Dworet e Graham Wagner. È un membro della Confraternita d'Acciaio.

## Biografia del personaggio

### Serie televisiva
Quando, da bambino, la famiglia e la comunità gli furono sottratte in un incidente traumatico, Maximus fu allevato dalla Confraternita d'Acciaio, che è ora la sua famiglia e la sua comunità. Dopo essere stato iniziato e messo a servizio del Cavaliere Titus, viene spedito in missione con il suo superiore nella zona contaminata per poter recuperare una potente tecnologia che potrebbe tornare utile alla Confraternita. Dopo che Titus viene gravemente ferito a morte da un Yao guai, Maximus prende la sua armatura atomica e si spaccia per il defunto Cavaliere.

### Videogiochi
Maximus fà la sua prima apparizione ufficiale nel videogioco Fallout Shelter, come personaggio reclutabile nel proprio vault. Prima di ottenerlo, bisognerà aver già reclutato Lucy MacLean ed il Ghoul. Una volta completate queste due missioni, il giocatore sbloccherà la missione "Il custode dei miei fratelli". in cui dovrà inviare Lucy insieme ad altri due abitanti del Vault che siano almeno di livello 10 per indagare su un'area nella Zona Contaminata. Una volta lì, il gruppo incontrerà Maximus, che dirà che ha bisogno di un posto dove stare e che quindi tornerà al Vault insieme al giocatore.

## Caratterizzazione
Maximus è un soldato alle prime armi cresciuto in superficie ma, come Lucy, è cresciuto anche in una sorta di "famiglia" di clausura: la Confraternita d'Acciaio. Tuttavia, a differenza della ragazza, ha un cinico senso di autoconservazione e non sempre agisce in modo onorevole.
Prima della Guerra nucleare, Maximus viveva nella città di Shady Sands. Quando Hank MacLean la distrusse con un'arma nucleare all'inizio degli anni 2280, il giovane Maximus sopravvisse nascondendosi all'interno di un distributore automatico di latte. Dopo essere strisciato fuori, fu trovato da un Cavaliere e ammesso nella Confraternita d'Acciaio. È cresciuto quindi secondo i modi rigidi della Confraternita.
Da adulto è in soggezione nei confronti della Confraternita d'Acciaio e sogna di diventare un eroico cavaliere come quello che lo ha salvato da bambino. Tuttavia, vuole anche vendicarsi delle persone che lo hanno ferito. Maximus è anche vittima di bullismo da parte di Thaddeus, che lo considera debole.

### Statistiche del personaggio
Dopo l'uscita della serie, Bethesda Softworks ha pubblicato i personaggi ufficiali dell'adattamento televiso nel videogioco Fallout Shelter, rivelando le statistiche "Special" di Maximus.
- Forza: 7
- Percezione: 6
- Resistenza: 6
- Carisma: 5
- Intelligenza: 4
- Agilità: 7
- Fortuna: 5